# Daniel Martens
Daniel Martens (* 25. Februar 1999 in Singapur), mit vollständigen Namen Martens Daniel Jordan Rowsing, ist ein singapurischer Fußballspieler.

## Karriere
Daniel Martens erlernte das Fußballspielen in den Jugendmannschaften von Tanjong Pagar United und dem Warriors FC, der National Football Academy sowie der Jugendmannschaft von Hougang United. Seinen ersten Vertrag unterschrieb er 2019 bei Albirex Niigata (Singapur). Der Verein ist ein Ableger des japanischen Zweitligisten Albirex Niigata und spielt in der höchsten singapurischen Fußballliga, der Singapore Premier League. Sein Erstligadebüt gab er am 15. März 2019 im Spiel gegen den Brunei DPMM FC. Hier wurde er in der 64. Minute für Makito Hatanaka ausgewechselt. Für Niigata absolvierte er 13 Erstligaspiele. Anfang 2020 nahm ihn der Ligakonkurrent Hougang United unter Vertrag. Für Hougang stand er zweimal in der ersten Liga auf dem Spielfeld. Im Februar 2021 unterschrieb er einen Vertrag beim ebenfalls in der ersten Liga spielenden Tanjong Pagar United.